# Gaia Online
Gaia Online một trang web diễn đàn và mạng xã hội bằng tiếng Anh về chủ đề anime. Nó có tên ban đầu là "Go-Gaia.com", sau đó đổi thành gaiaonline.com vào 18 tháng 2 năm 2003 bởi công ty chủ quản Gaia Interactive. Khởi đầu là một trang chứa các siêu liên kết, sau đó phát triển thành một cộng đồng nhỏ, nhưng rồi, theo phát biểu của thành viên sáng lập Derek Liu (tên người dùng "Lanzer"), trang web này đã chuyển đổi thành sang hướng chơi game xã hội. Rốt cuộc, Gaia Online đã trở thành một trang diễn đàn trực tuyến. Cho đến hiện nay, có hơn một triệu bài gửi trên diễn đàn này mỗi ngày, cùng với hơn 7 triệu người dùng độc lập truy cập hàng tháng. Gaia cũng giành được giải thưởng "100 ứng dụng web xuất sắc nhất" ở hạng mục Cộng đồng.
Những người sử dụng trang web, thường gọi là Gaian, tạo cho mình một avatar và một ngôi nhà ảo tự chọn, để họ có thể sử dụng và trao đổi tiền ảo của Gaia, gọi là "gaia gold" (GG). Để có được GG, họ có thể làm rất nhiều viết như viết bài cho diễn đàn, mua bán đồ dùng ảo... và đặc biệt là chơi những trò chơi Flash có sẵn trên trang web. Và các Gaian dùng GG để mua và trao đổi các đồ dùng ảo trực tuyến trên diễn đàn. Dùng những món đồ này, Gaian có thể thay đổi và trang trí cho avatar của mình, thiết kế nhà cửa, lập hội...
Vào tháng 7 năm 2007, Gaia Online cũng phát hành loại tiền riêng, Gaia Cash, có thể mua được tại Rite Aid, Wal-Mart, các của hàng của Target, 7-11, Speedway SuperAmerica, cũng như trực tiếp từ Gaia.

## Hệ thống nhân vật đại diện
Ngay khi bắt đầu đăng ký tham gia Gaia, người dùng sẽ tạo ra một avatar cơ bản với các loại tóc, miệng, giới tính... khác nhau và thay đổi màu nữa. Sau đó, sử dụng tiền ảo của trang web là Gaia Gold để mua các món đồ từ shop và dùng tiền thật để mua đồ từ Monthly Collectibles và từ cửa hàng đặc biệt Gaia Cash Shop, ngoài ra, Gaia còn phát các món đồ miễn phí khi có sự kiện. Những món đồ này dùng để trang trí cho avatar, từ các quần áo chính như áo, quần, mà còn có các phụ kiện khác.

## Sự kiện đặc biệt
Gaia tổ chức các sự kiện đặc biệt theo định kì như: Halloween, Giáng sinh... Mỗi sự kiện thường được đi kèm với các truyện tranh màu để minh họa cho sư kiện ấy và nó được thông báo bởi một NPC. Mỗi sư kiện sẽ có những trò chơi riêng rất thú vị.